# ФК „Янтра“ (Полски Тръмбеш)
ФК Янтра Полски Тръмбеш е отбор от областна футболна група – Велико Търново. Наследник на Левски (Полски Тръмбеш). В отбора е играл – Иван Ненчев „Шопа“ (голмайстор на Северна Б Група с Етър)

## Успехи
- През сезона 1988/89 отборът завършва на първо място в А регионална футболна група и играе квалификации за влизане в Северозападна В група с отбора на Миньор (Чипровци). Първият мач се играе в гр. Чипровци и завършва с победа за домакините с 1:0. На реванша пред препълнените трибуни на градския стадион в Полски Тръмбеш, футболистите на Янтра разгромяват съперника с 6:0 и печелят промоция за В група. Отборът се води от известния великотърновски специалист Петър Харалампиев, а в състава личат имената на Иван Ненчев (Шопа), Ненчо Ненчев, Петър Рачев и други.
- 2 пъти отборът достига до 3-тия кръг (1/64-финал) за купата на страната през 1991 и 1992 г.
- През сезон 2020/2021 под ръководството на Петър Кръстев отборът достига до почетното трето място във Трета Северозападна Група.